# Publius Postumius Tubertus
Publius Postumius Tubertus est un homme politique romain du VIe siècle av. J.-C., premier membre de la gens des Postumii à atteindre le consulat,.
Il faut préciser que comme la plus grande partie des hommes et des institutions de cette époque romaine, la réalité de son existence historique et de ses actions nous échappent, nos sources lacunaires présentant par ailleurs des récits et des traditions considérablement réécrits et déformés.

## Biographie selon la tradition
En 505 av. J.-C., il est élu consul avec Marcus Valerius Volusus Maximus. Les Sabins font des incursions sur le territoire romain. À la suite de cela, son collègue part à la tête des armées et se poste face à l'ennemi sur les bords de l'Anio. Après quelque temps où les deux camps se font face sans rien tenter, la bataille s'engage sur la rivière elle-même. Valerius repousse les Sabins qui lui font face tandis que l'autre aile recule, jusqu'à ce que Postumius envoie Spurius Larcius Flavius avec la cavalerie pour rétablir l'équilibre, et l'infanterie arrive ensuite pour écraser les Sabins, sauvés par la tombée de la nuit, qui doivent fuir. Il obtient conjointement à son collègue les honneurs du triomphe.
Il est élu pour la deuxième fois en 503 av. J.-C. avec Agrippa Menenius Lanatus, qui triomphe des Sabins.
A cette occasion, il est, selon Pline l'Ancien, le premier des Romains à recevoir l'honneur de l'ovation « pour avoir vaincu sans engagement sérieux et sans répandre de sang ».

### Auteurs antiques
- Denys d'Halicarnasse, Antiquités romaines [détail des éditions]
- Plutarque, Vies parallèles [détail des éditions] [lire en ligne]
- Tite-Live, Histoire romaine [détail des éditions] [lire en ligne]

### Auteurs modernes
- (de) Georg Wissowa (dir.), Paulys Realencyclopädie der classischen Altertumswissenschaft (lire en ligne)
- (en) T. Robert S. Broughton, The Magistrates of the Roman Republic : Volume I, 509 B.C. - 100 B.C., New York, The American Philological Association, coll. « Philological Monographs, number XV, volume I », 1951, 578 p.
- (en) Henrik Mouritsen, Maggie Robb (dir.), « Digital Prosopography of the Roman Republic », King’s College London